# Alope
Alope (gr. Ἀλόπη) – postać mitologiczna.
W mitologii greckiej Alope była córką Kerkyona, rozbójnika rządzącego Eleusis. Była kochanką Posejdona, z czego jej ojciec nie zdawał sobie sprawy.